# November 2020
Dit artikel geeft een chronologisch overzicht van de belangrijkste gebeurtenissen per dag in de maand november van het jaar 2020.

## Gebeurtenissen

### 2 november
- In het centrum van Wenen vindt een aanslag plaats waarbij vier doden en 22 gewonden vallen. In ieder geval 1 vermoedelijke dader, een IS-aanhanger, wordt doodgeschoten.[1][2] (Lees verder)
- Bij een aanval op de campus van de universiteit van Kaboel waarbij drie schutters het vuur openen, komen zeker 22 studenten om het leven. Islamitische Staat eist de aanslag op.[3]
- Het KNMI meet de hoogste temperatuur in november sinds de start van de metingen. In De Bilt wordt het 19,1 °C en daarmee ligt de maximumtemperatuur net boven het oude maandrecord van 6 november 2018, toen een temperatuur van 19,0 °C werd gemeten.[4] (Lees verder)

### 3 november
- In de Verenigde Staten vinden de 59e presidentsverkiezingen plaats. Namens de Republikeinse Partij heeft Donald Trump zich herkiesbaar gesteld met Joe Biden namens de Democratische Partij als belangrijkste tegenkandidaat. Tegelijkertijd vinden ook de verkiezingen voor de Senaat en het Huis van Afgevaardigden plaats. (Lees verder)
- De Franse minister van Defensie maakt bekend dat op 30 oktober 2020 een luchtaanval op een motorcolonne van jihadisten in Mali, op het grensgebied met Burkina Faso en Niger, heeft plaatsgevonden. De groep had banden met terreurnetwerk Al Qaida.  Bij de actie vielen 50 doden. Bij een aanval door Franse grondtroepen werden later vier jihadisten gevangengenomen.[5]
- In dierenpark Amersfoort ontsnappen twee chimpansees uit hun verblijf. De dieren worden later doodgeschoten vanwege imponerend gedrag.[6]

### 6 november
- De Europese Unie kondigt sancties af tegen de Wit-Russische president Loekasjenko en veertien andere hooggeplaatste Wit-Russische functionarissen. Aanleiding is het hardhandige optreden van de Wit-Russische regering tegen demonstranten die al maandenlang protesteren tegen Loekasjenko's herverkiezing.[7] (Lees verder)
- In zowel Frankrijk als Italië en Rusland wordt binnen een etmaal een recordhoog aantal nieuwe COVID-19-besmettingen geregistreerd, net als een dag eerder in de Verenigde Staten.[8]
- In delen van Italië, vooral de noordelijke regio's, wordt vanwege het snel oplopende aantal COVID-19-besmettingen een nieuwe lockdown van kracht.[9] (Lees verder)

### 7 november
- Meerdere Amerikaanse media roepen Joe Biden uit als winnaar van de presidentsverkiezingen. Donald Trump kondigt aan naar de rechter te stappen.[10]
- Orkaan Eta is de vierde categorie 4-orkaan in het Atlantisch orkaanseizoen van 2020. De orkaan kwam in Nicaragua aan land en veroorzaakte vervolgens als afgezwakte storm veel wateroverlast in verschillende landen in Centraal-Amerika. Tot op heden zijn 50 slachtoffers gevallen in Guatemala maar de lokale autoriteiten vrezen voor meer slachtoffers.[11][12][13]

- De Wereldgezondheidsorganisatie registreert in het afgelopen etmaal 581.679 nieuwe COVID-19-besmettingen, een nieuw recordaantal binnen 24 uur.[14]
- In Denemarken is een nieuwe op mensen overdraagbare variant van het COVID-19-virus aangetroffen bij nertsen. Alle nertsenhouders in Denemarken moeten per direct hun dieren ruimen en bedrijf sluiten.[15][16] (Lees verder)

### 8 november
- De Sloveen Primož Roglič wint het eindklassement in de Ronde van Spanje. (Lees verder)
- In Madrid wordt de laatste etappe van de Madrid Challenge 2020 verreden. Dit was tevens de laatste wedstrijd van de UCI Women's World Tour 2020. De driedaagse wedstrijd in en rond Madrid werd gewonnen door Lisa Brennauer. De eindoverwinning in de UCI World Tour 2020 ging naar de Britse Elizabeth Deignan. (Lees verder)
- In Rosmalen wordt de uit België afkomstige Eli Iserbyt Europees kampioen veldrijden bij de Mannen elite. Bij de Dames elite ging op 7 november 2020 de titel naar de Nederlandse Ceylin del Carmen Alvarado. (Lees verder)
- Op het circuit van Garda-Trentino wordt de laatste Grand Prix Motorcross van het 64e FIM Wereldkampioenschap motorcross 2020 verreden. De wereldtitel in de MXGP gaat naar de Sloveen Tim Gajser en in de MX2-klasse naar de Fransman Tom Vialle. (Lees verder)

### 9 november
- Het Azerbeidzjaanse leger schiet per ongeluk een Russische Mil Mi-24-helikopter neer. De helikopter stort neer in de buurt van Nachitsjeva. Twee van de drie inzittenden komen om het leven. Volgens het Russische ministerie van Defensie bevond de helikopter zich niet in conflictgebied. (Lees verder)[17]
- In de woestijn ten noorden van Las Vegas heeft Virgin Hyperloop op een testtraject van 500 meter de eerste rit met twee passagiers gemaakt. De afstand werd in 15 seconden afgelegd.[18][19]
- Het Amerikaanse farmaciebedrijf Pfizer maakt bekend dat het als eerste een COVID-19-vaccin op de markt wil brengen. Het vaccin zit momenteel in het laatste stadium van de testfase en zou voor 90% effectief zijn.[20]

### 10 november
- Armenië, Azerbeidzjan en Rusland tekenen een overeenkomst over het beëindigen van het conflict in Nagorno-Karabach.[21] Volgens de Russische president Poetin voorziet het verdrag voorziet in de stationering van een Russische vredesmacht langs de frontlinie in Nagorno-Karabach.[22]
- In Peru heeft het parlement voor de afzetting van president Martín Vizcarra gestemd. Dit was de tweede poging tot afzetting nadat de eerste poging in september 2020 niet bij meerderheid van stemmen werd aangenomen. De president wordt onder andere beschuldigd van corruptie en een falende aanpak van de coronacrisis.[23][24]
- In de noordelijke Ethiopische regio Tigray zijn de afgelopen week bij gevechten tussen het regeringsleger en opstandelingen honderden doden gevallen. Volgens premier Abiy Ahmed is het land niet bezig af te glijden naar een nieuwe burgeroorlog.[25] Later in de week meldde het Volksbevrijdingsfront van Tigray (TPLF), dat het noorden bezet heeft, dat het aanvallen op buurland Eritrea heeft uitgevoerd.[26]

### 11 november
- In Italië overstijgt het geregistreerde aantal COVID-19-besmettingen de 1 miljoen, volgens het Italiaanse ministerie van Volksgezondheid. De afgelopen 24 uur kwamen er bijna 33.000 nieuwe gevallen bij.[27] (Lees verder)
- In de Verenigde Staten is in de afgelopen 24 uur een recordaantal van 201.961 nieuwe COVID-19-besmettingen geregistreerd. Ook het aantal patiënten dat met het virus in Amerikaanse ziekenhuizen ligt bereikt een recordhoogte. Immunoloog Anthony Fauci waarschuwt dat de situatie verder zal verslechteren indien de coronavoorschriften niet goed worden nageleefd.[28] (Lees verder)

### 13 november
- De Nederlandse Ministerraad stemt in met een eenmalig verkoop- en afsteekverbod van vuurwerk tijdens de komende jaarwisseling, om extra druk op de zorg en handhaving van openbare orde te voorkomen gezien de COVID-19-pandemie. Het verbod wordt geregeld via de Tijdelijke Wet COVID-19 .[29][30] (Lees verder)

### 14 november
- In Oostenrijk wordt vanwege het toenemende aantal COVID-19-besmettingen een nieuwe lockdown afgekondigd. De lockdown gaat op 17 november in en geldt tot minimaal 6 december.[31]
- Bij een brand op de IC-afdeling van een ziekenhuis in de Roemeense stad Piatra Neamt vallen tien doden en zeven zwaargewonden. Op de afdeling werden in totaal zestien coronapatiënten verpleegd.[32]

### 15 november
- China, Japan, Zuid-Korea, Australië en Nieuw-Zeeland en de leden van ASEAN ondertekenen het vrijhandelsverdrag Regional Comprehensive Economic Partnership (RCEP).

### 16 november
- In Nederland begint de parlementaire ondervragingscommissie Kinderopvangtoeslag in de Tweede Kamer met het verhoren van getuigen over de toeslagenaffaire.[33]
- In opdracht van NASA heeft het commerciële ruimtevaartbedrijf SpaceX voor de tweede maal een bemande ruimtecapsule gelanceerd naar het Internationaal ruimtestation (ISS). Dit is de eerste keer dat vier astronauten gelijktijdig bij het ruimtestation arriveren. Over een half jaar keren de bemanningsleden met de Crew Dragon weer terug naar de aarde.[34][35]
- Hongarije en Polen spreken hun veto uit over de meerjarenbegroting van de Europese Unie en blokkeren daarmee ook het coronaherstelfonds, uit onvrede over de clausule die het verkrijgen van EU-subsidies koppelt aan de mate waarin de rechtstaat wordt gewaarborgd.[36]

### 19 november
- In Australië verschijnt het rapport van het Brereton-onderzoek waarin wordt geconcludeerd dat 39 Afghaanse burgers en gevangenen tussen 2009 en 2013 zijn vermoord door Australische speciale eenheden die dienden in Afghanistan. Het ging hierbij om situaties die al onder controle waren waardoor deze 'moorden (...) door een jury worden bestempeld als oorlogsmisdaden, als ze voor de rechter komen'.[37]

### 20 november
- De dagelijkse maximum temperatuur in De Bilt daalt voor het eerst sinds 31 maart 2020 onder de 10 °C. Sinds de start van de metingen in 1901 overtreft deze reeks van 233 dagen hiermee het oude record van 228 dagen uit 2011. [38]

### 21 november
- In Guatemala-Stad breken enkele honderden demonstranten in in het parlementsgebouw en steken het in brand. Bij de brand vallen geen slachtoffers. De demonstranten protesteren tegen de nieuwe begroting, die afgelopen week in het geheim door het parlement is onderhandeld, en eisen het vertrek van president Giammattei.[39][40]

### 22 november
- Op het Portugese circuit Autódromo Internacional do Algarve vindt de laatste race van het Wereldkampioenschap wegrace 2020 plaats. De Spanjaard Joan Mir sluit het seizoen af als wereldkampioen in de MotoGP. De titel in de Moto2 gaat naar de Italiaan Enea Bastianini en de Spanjaard Albert Arenas pakt de titel in de Moto3. (Lees verder)

### 23 november
- In Italië passeert het aantal personen dat is overleden aan COVID-19 de 50.000. Italië is zodoende het tweede land in Europa met meer dan 50.000 coronadoden.[41] (Lees verder)
- Het Zweeds-Britse AstraZeneca komt als derde farmaceutische bedrijf met een COVID-19-vaccin, na Pfizer en Moderna. Uit tests is gebleken dat dit vaccin voor 70% effectief is, maar mogelijk effectiever wordt als het in kleinere doseringen wordt toegediend.[42]
- Een bericht in dagblad Het Parool over antisemitische berichten in een App-groep van de jongerenafdeling van de Nederlandse politieke partij Forum voor Democratie, leidt tot een scheuring binnen de partij.[43][44]

### 24 november
- In New York komt de Dow Jones Index voor het eerst in de geschiedenis uit boven de 30.000, nadat de index in maart juist een dieptepunt bereikte.[45]

### 28 november
- Bij een terreuraanslag in Koshobe, een dorp in de Nigeriaanse staat Borno, vallen zeker 110 doden, voor het merendeel boeren die op een rijstveld aan het werk waren. Vermoed wordt dat Boko Haram achter de aanslag zit.[46]

### 29 november
- Bij twee zelfmoordaanslagen in het oosten en zuiden van Afghanistan komen in totaal 34 mensen om het leven. De aanslagen waren gericht op een militaire basis en het konvooi van een provinciale leider.[47]

## Overleden
<< · januari · februari · maart · april · mei · juni · juli · augustus · september · oktober · november · december · >>